# 加藤勇也 (陸上選手)
加藤 勇也（かとう ゆうや、1994年7月29日 - ）は、北海道函館市出身の陸上競技選手。専門は長距離走。

## 人物
2010年に函館大学付属有斗高等学校に進学して全国高等学校総合体育大会陸上競技大会（インターハイ）と日本学生陸上競技対校選手権大会（インカレ）の100mで日本一を達成した実績がある西川康秀の指導を受けた。
2014年に帝京大学に進学し、箱根駅伝に2度出場した。
2018年にトヨタ紡織に所属し、ニューイヤー駅伝にも出場した。